# هرناندية ماسكارينية
هرناندية ماسكارينية (الاسم العلمي: Hernandia mascarenensis) هي نوع من النباتات تتبع جنس الهرناندية من فصيلة الهرنانديات.